# Индустриализация в Казахстане (1926—1941)

## Необходимость индустриализации страны
Индустриализация — создание и развитие крупной промышленности, особенно тяжелой, переустройство всей экономики на базе крупного промышленного производства. Индустриализация — это период не только социалистического строительства — это обязательное условие модернизации страны. К середине 1920-х годов СССР нуждался в индустриализации по нескольким причинам.
Во-первых, к 1925 году закончился восстановительный период. По основным показателям советская экономика достигла довоенного уровня. Для обеспечения роста промышленного производства требовалось не только переоснащать действующие заводы, но и создавать современные предприятия.
Во-вторых, стояла задача раскрытия промышленного потенциала страны. Страна оставалась аграрной, фокусирующейся на сельском хозяйстве. В городах выросла безработица и усилилась социальная напряженность.
В-третьих, экономическая и политическая изоляция страны на международном уровне потребовала ускорения индустриализации. Окруженный враждебной капиталистической средой, СССР постоянно находился в опасности войны. В случае военного конфликта с крупными развитыми странами сельскохозяйственная промышленность не могла бы помочь им противостоять.
В 1920 году была разработана комплексная программа перевода народного хозяйства на машиностроительную основу. Решение о начале индустриализации было принято в декабре 1925 года на XIV съезде КПСС. Индустриализация на съезде упоминалась только в общих чертах. Сталин определил индустриализацию как «превращение СССР из импортера машин и оборудования в страну, которая производит их самостоятельно». Речь шла об эффективном соотношении тяжелой и легкой промышленности, о вытеснении ручного труда в городах и селах. Существование капиталистической осады и ориентация на построение социализма только в отдельном государстве имели решающее значение.
В таких случаях круг демократии внутри партии сужался, а привычки и приказы « военного коммунизма» возродились. Предпочтение отдавалось административным, а не экономическим механизмам воздействия. В условиях перехода на тепловые электростанции возникла необходимость в реализации первой в истории плановой программы индустриализации. Оживилась многоотраслевая экономика, товарно-денежные отношения, рыночные отношения. Принципы тепловых электростанций не были в достаточной степени реализованы в промышленном секторе, и наконец эта серьёзная и долгосрочная политика была заменена. Развитие Казахстана имеет свои особенности из-за отсталости экономики региона. Несмотря на значительный социально-экономический прогресс, патриархальные и феодальные отношения в кочевых и полукочевых сельских районах до сих пор не отменены.
В 1926 году восстановление промышленности в республике ещё не было полным и находилось ниже общесоюзного уровня. Промышленность Казахстана развивалась очень медленно. Необходимо было создавать центры тяжелой и легкой промышленности. Обширные месторождения полезных ископаемых, которые можно использовать для промышленного строительства, расположены в степной зоне, в пустыне. Использование недр в этих сферах требует комплексного развития: строительство новых железных и автомобильных дорог, рабочих поселков, новых городов, поиск источников водоснабжения и т. Д. б. требуемый объём работ.

## Осуществление индустриализации в Казахстане
Примерно с началом индустриализации Казахстана в Жезказганско-Улытауском районе есть база для определения минеральных ресурсов в плановом порядке. Жезказганские медно-угольные месторождения и первые шаги в устойчивом геологическом Байконур-Барлаве началась организация и реализация. Геологические исследования в Жезказгане полностью подтвердили научные критерии комплексных ускоренных геологоразведочных работ на месторождениях. Наряду с геологическими исследованиями и промышленным освоением обширных ресурсов Жезказган-Улытауского района стали организовываться геологоразведочные работы, положившие начало становлению геологических наук в стране. Большие перспективы имело изучение Жезказганского, Карсакбайского, Атбасарского и Спасского рудных районов, Карагандинского угольного месторождения, Каратауских полиметаллических месторождений. Наряду с изучением развития медной промышленности началось изучение крупных месторождений железа (Карсакбай), марганца (Жезды), угля (Байконур, Киякты), свинца (Свинца).
В процессе индустриализации в Казахстане большое значение имело создание в стране многих отраслей тяжелой промышленности, а также строительство крупнейшего завода в Темиртау под Карагандой. Один из видных ученых Казахстана Каныш Имантаевич Сатпаев доказал необходимость строительства этого завода. Успех науки напрямую связан не только с созданием объективных условий, но и с упорным трудом отдельных ученых. Геолог К. Сатпаев мобилизовал усилия разрозненных геологических организаций по стране и приложил максимум усилий для решения вопроса обеспечения отрасли стратегическим сырьем. Жезказган, Жезды, Коргасын и многие другие крупные районы Казахстана были разработаны для обеспечения бесперебойного снабжения сырьем существующих заводов. По инициативе Сатпаева было проведено исследование недр Мангистау, Мугалжара и Тургая. Он добился трех важных результатов: первый — открытие Жезказганского месторождения меди, второй — большой вклад в открытие и руководство Академией наук Казахстана, третий — создание Института геологических наук.

## Строительство в первые пять лет
Для успешного развития индустриализации было необходимо построить развитые дороги, в частности, железнодорожную сеть. Туркестано-Сибирская железная дорога, которая должна была пройти от Алматы до Семей, была важнейшим строительным объектом в Казахстане в то время. Пока эта дорога не будет введена в эксплуатацию, не удастся успешно провести масштабную реконструкцию народного хозяйства восточных и юго-восточных регионов страны. Строительство Турксибской железной дороги было завершено к 1930 году. Турксибская железная дорога, протянувшаяся на 1145 км по территориям, ранее не имевшим современных подъездных путей, сыграла важную роль в развитии производительных сил и структурной перестройке экономики на больших территориях страны, а также стала важным фактором промышленного и сельскохозяйственного развития. Для успешного строительства этой железнодорожной линии при МТП РСФСР был создан Комитет по сотрудничеству в строительстве Турксиба под председательством заместителя председателя МТП Турара Рыскулова. Строительство было объявлено по всей стране, на помощь были направлены рабочие из России, Украины и промышленных центров Средней Азии. Поэтапный ввод отдельных участков железной дороги осуществлен с опережением графика. 25 апреля 1930 года на трассе был пущен первый рабочий поезд, которым руководил первый машинист Казахстана — бывший пастух Кошкинбаев. В 1927 году была построена дорога Петропавловск-Кокшетау, а в 1931 году она протянулась до Акмолы. В 1939 году были построены дороги Акмола — Караганда, Илецк — Уральск, Рубцовск — Риддер для транспортировки сырья из Казахстана, а в 1940 году — дороги Караганда — Жезказган. В 1928—1940 годах сеть железных дорог республики увеличилась на 50 % и достигла 1658 км. Запущена Туркестано-Сибирская железная дорога, соединяющая Сибирь и Среднюю Азию.
В то же время в первой пятилетке (1928—1932 гг.) Действующие предприятия в стране были реорганизованы и открыты новые предприятия. Обширные минеральные ресурсы стали основой для развития тяжелой промышленности в Казахстане, особенно крупных отраслей — нефтяной, угольной и цветной металлургии . Восстановлены Риддерский, Карсакбайский полиметаллические заводы, Карагандинские угольные шахты. Начато строительство Шымкентского свинцового завода, Балхашского и Жезказганского медеплавильных заводов, Усть-Каменогорского свинцово-цинкового комбината. Индустриализация проводилась в условиях неоправданных грандиозных планов и стремительного роста. Ещё в 1929 году было решено заменить пятилетку повышением основных экономических показателей. В результате возникли трудности с предоставлением рабочей силы, сырья и оборудования для строительных объектов. Многие постройки остановлены. Несмотря на выпуск продукта, предприятия не смогли работать на полную мощность. Общий процесс индустриализации в Казахстане длился до Второй мировой войны.

## Особенности индустриализации в Казахстане
Быстрый рост промышленного строительства привел к нехватке рабочей силы. Чтобы обеспечить строительные площадки рабочей силой и сэкономить на обучении работающих казахов, власти наняли рабочих из безработных западных регионов страны. С 1931 по 1940 год в республику приехало 559 тысяч рабочих. Ещё одним источником предложения рабочей силы была депортация крестьян из центральных областей и Сибири, имущество которых было конфисковано. Смагуль Садуакасов, один из руководителей комсомола республики, казахский интеллектуал с национальной ориентацией, выступал против массового переселения «свободных» рабочих из других частей страны. В 1928 году в статье «Народы и народы нации» он опубликовал свои взгляды на индустриализацию в журнале «Большевик» (выпуск № 1). Значительная часть рабочих, особенно с недостаточной специализацией, составляли сельские и деревенские крестьяне, находившиеся в депрессии в результате коллективизации.

## Достижения индустриализации
1926 — 1940 годы индустриального развития Казахстана достигли больших успехов. Благодаря индустриализации в 1941 году Казахстан стал индустриальной республикой с крупным сельскохозяйственным производством. Угольная промышленность страны процветала, и в 1940 году 90 процентов её приходилось на бассейн Караганды. Карагандинский угольный бассейн стал третьим угольным центром СССР после Донбасса и Кузбасса.
Принципиальных успехов достигла легкая и пищевая промышленность республики. Начали выпускать обувную и две швейные фабрики в Алматы, кожевенно-мясной комбинат в Семее, Атырауский консервный и Алматинский плодоовощные комбинаты, сахарные заводы в Талдыкоргане, Мерке, Жамбыле, табачную фабрику в Алматы, хлебозавод и маслозаводы.
Однако, несмотря на эти достижения, народ Казахстана, ставшего сырьевой зоной в СССР, выполнил очень сложную, очень опасную и вредную для жизни и здоровья человека часть разделения труда. Доля легкой промышленности в объёме технологической продукции не превышала 3 %. Промышленные предприятия республики смогли удовлетворить только 60 % товаров народного потребления. Таким образом, авторитарно-административная система определила роль богатого природными ресурсами Казахстана в общехозяйственном комплексе Союза.
В ходе индустриализации в Казахстане сформировался рабочий класс. В середине 1930-х годов 24 % занятых в экономике были рабочими. В период индустриализации города находились в процессе урбанизации и расширения. В 1940 году около половины населения города было сосредоточено в городах с населением более 50 тысяч человек.
Однако следует отметить, что бурный рост тяжелой промышленности был в первую очередь связан с развалом производительных сил сел. Бурный рост промышленности не сопровождался жилищным строительством и модернизацией коммунального хозяйства. Во время индустриализации были ликвидированы диверсификация экономики, частная собственность и безработица. Существенные изменения произошли в социальной сфере : увеличилась численность рабочего класса и уровень специализации, сформировался новый отряд инженерно-технических специалистов из рабочих и крестьян, вырос управленческий состав . Административное управление было окончательно налажено народным хозяйством.